# 南溪朱德舊居
南溪朱德舊居位於四川省宜賓市南溪縣，文物遺址年代判定為清代。2007年6月1日公佈為四川省第七批文物保護單位。